# Ratko Đurović
Ratko Đurović (crnogorski: Ратко Ђуровић; Nikšić, 1914. – Beograd, 1998.) bio je crnogorski filmski scenarist i povjesničar kulture, suradnik Jugoslavenskoga leksikografskoga zavoda, bio ravnatelj Leksikografskoga zavoda Crne Gore.
Bio je jedan je od pionira jugoslavenske kinematografije, također jedan od utemeljitelja Fakulteta dramskih umetnosti u Beogradu. 
Autor je tridesetak scenarija za kratkometražne i dugometražne filmove (među njima Bitka na Neretvi i Čovjek koga treba ubiti).
Najčešće je surađivao s crnogorskim redateljima Velimirom Stojanovićem i Veljkom Bulajićem, Predragom Golubovićem. 
Autor je studija, eseja, prikaza i enciklopedijskih članaka iz teorije i prakse povijesti kazališta, filma i književnosti, te crnogorske nacionalne povijesti.

## Vanjske poveznice
- Ratko Đurović, profil na IMDB-u